# Prîvitne, Mlîniv
Prîvitne (în ucraineană Привітне) este localitatea de reședință a comunei Prîvitne din raionul Mlîniv, regiunea Rivne, Ucraina.

## Demografie
Componența lingvistică a localității Prîvitne
     Ucraineană (100%)
Conform recensământului din 2001, toată populația localității Prîvitne era vorbitoare de ucraineană (100%).